# F 14 (sommergibile)
L’F 14 è stato un sommergibile della Regia Marina.

## Storia

### L'attività bellica e il primo dopoguerra
Una volta operativo fu impiegato, al comando del tenente di vascello Amilcare Casarano e sotto il controllo del Comando Marittimo di La Spezia, in pattugliamenti antisommergibile nel Tirreno settentrionale.
Trasferito poi nelle basi adriatiche, operò in funzione offensiva sulle rotte mercantili austro-ungariche e lungo le coste dalmate.
In seguito ad una missione dal 25 al 27 luglio 1917 ricevette un encomio.
Nel 1918 ne assunse il comando il tenente di vascello Giuseppe Curci.
Ad inizio marzo di quell'anno fu inviato in agguato nel canale di Faresina, in previsione di un'uscita della flotta austro-ungarica (poi sfociata nell'azione di Premuda), ma non avvistò alcuna nave.
Nel luglio 1918 attraversò i campi minati avversari della zona dello scoglio Porer per disporsi in agguato all'imboccatura del porto di Pola.
Nel corso del primo conflitto mondiale l’F 14 effettuò complessivamente 35 missioni belliche, senza ottenere risultati.
Dopo la firma dell'armistizio di Villa Giusti fu inviato a Sebenico e impiegato nello sminamento delle acque prospicienti tale porto; l'equipaggio fu impiegato anche con mansioni di polizia militare.
Tornato a Venezia, fu impiegato nell'addestramento nell'Alto Adriatico con lo svolgimento di varie crociere.
Nel 1925 fu assegnato alla Divisione Sommergibili basata a Brindisi.

### L'affondamento

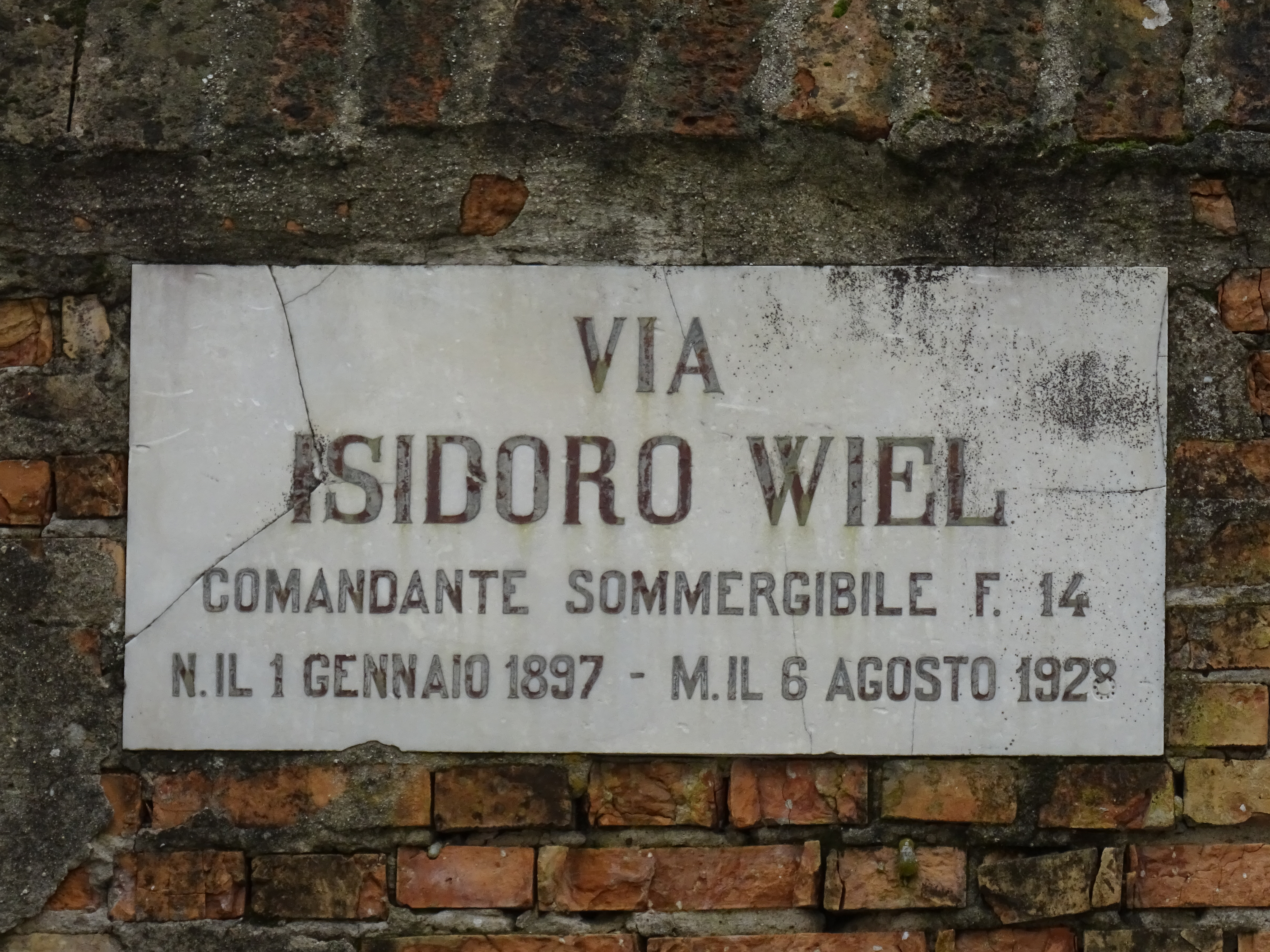
Targa a Isidoro Wiel nella via a lui dedicata a Padova

Nel mattino del 6 agosto 1928 l’F 14, al comando del capitano di corvetta Isidoro Wiel, salpò da Pola insieme al gemello F 15 per un'esercitazione d'attacco all'incrociatore leggero Brindisi, in navigazione, insieme all'esploratore leggero Aquila e con la scorta della V Flottiglia Cacciatorpediniere, da Parenzo a Pola.
A bordo dei due sommergibili erano imbarcati, oltre agli equipaggi, 14 allievi motoristi delle scuole CREM di Pola, 7 sull’F 14 e altrettanti sull’F 15.
Alle 8.40 – con cielo sereno, mare mosso e vento montante – il cacciatorpediniere Giuseppe Cesare Abba avvistò l’F 14 a dritta, al traverso, e lo segnalò alle altre unità; l'individuazione del periscopio rivelò però che il sommergibile si trovava solo a pochi metri di distanza. Da bordo del cacciatorpediniere Giuseppe Missori, che seguiva l’Abba, l’F 14 fu avvistato solo quando era a 180-160 metri di distanza; a nulla valsero le manovre del Missori (timone a dritta e macchine indietro tutta) e del sommergibile (accostata a dritta), che si trovava pressoché immobile, quasi in affioramento: il cacciatorpediniere speronò l’F 14 a poppavia del portello di poppa, aprendo nello scafo una falla di 60 centimetri per 25, il sommergibile sbandò a dritta, si appoppò, impennò la prua spingendola fuor d'acqua e affondò 7 miglia ad ovest di San Giovanni in Pelago (Pola).
Sul punto dell'affondamento, dove erano emerse bolle d'aria e chiazze di carburante, furono gettati segnali; giunsero sul posto dapprima imbarcazioni delle varie navi, poi il Brindisi, l’F 15, l’Aquila e il cacciatorpediniere Fratelli Cairoli.
Poco dopo l'affondamento, dall’F 14 si cercò di mettersi in contatto con le altre unità, ma solo alle 10.35 l’F 15 riuscì a captare il messaggio «perché non mi rispondete?». Fu possibile apprendere che il sommergibile giaceva, appoppato e sbandato di 70°, su un fondale di 40 metri, e che dei 27 uomini dell'equipaggio 4 motoristi erano annegati, intrappolati in due locali poppieri, mentre il resto dell'equipaggio era incolume negli altri compartimenti, rimasti asciutti.
Non era però stata individuata l'esatta posizione dell’F 14; per diverse ore palombari, imbarcazioni e idrovolanti cercarono, ostacolati dal mare grosso, di localizzare il sommergibile (questi ultimi riuscirono a vederlo, ma diedero informazioni vaghe e imprecise). Intanto da Pola, alle 10.30, si iniziò a preparare il grosso pontone a gru GA 141, da 240 tonnellate, comandato dal capitano di corvetta Tullio Vian. Solo alle 19.45, però, il GA 141 lasciò Pola: tale ritardo, si disse, era stato determinato dalla mancanza di rimorchiatori di potenza adeguata, e dalle avverse condizioni del mare.
Dall'F 14 fu segnalato lo strisciamento di una catena (quella dell'àncora dell'Aquila) e fu finalmente possibile circoscrivere le ricerche: alle 18 una piccola barca per palombari dell’F 15 poté essere portata sulla verticale del relitto, ma proprio in quel momento dal sommergibile affondato giunse un drammatico messaggio: «vi siete molto avvicinati fate presto qui si muore». Fu collegata una manichetta e alle 20.22 iniziò il pompaggio dell'aria nei locali non allagati dell'F 14, ma questa fu una manovra fatale: l'aumento della pressione, non correttamente compensato, rese l'aria ancora più irrespirabile (la letalità dell'anidride carbonica nell'aria aumenta di pari passo con la pressione).
Intanto si susseguivano gli ultimi messaggi dell’F 14: alle 19.34 «siete qui… fate presto…», alle 19.45 «…pa…lomb…bari su…noi…», poi solo messaggi privi di parole: alle 21.17 lunghe linee, alle 21.40 ancora lunghe linee con trasmissione sempre più debole, alle 21.50 due linee. Poi non giunsero più segnali dal sommergibile affondato.
Solo all'una di notte del 7 agosto il GA 141 arrivò sul punto dell'affondamento, ormeggiandosi tra mille difficoltà. Alle sei del mattino il palombaro De Vescovi batté colpi sullo scafo, ma non giunse risposta.
Entro le 8.30 il relitto del sommergibile era stato agganciato ad un cavo tirato da un rimorchiatore, e alle 10.15 ebbe inizio la fase di sollevamento; operazione ostacolata però dalla catena dell'ancora dell’Aquila, che fece sbandare il sommergibile. Il cavo fu agganciato al pontone GA 145, da 30 tonnellate, inviato da Pola, mentre l’F 14 veniva liberato dalla catena dell'ancora.
Alle 18 del 7 agosto il ponte e la torretta dell’F 14 vennero a galla, ma ormai le speranze di salvare gli uomini intrappolati erano venute meno: quando, alle 18.40, furono aperti i portelli, dai locali del sommergibile fuoriuscì una nube di cloro. Era perito l'intero equipaggio: il comandante Wiel, l'unico altro ufficiale – il guardiamarina Sergio Fasulo –, 5 sottufficiali, 4 sottocapi e 16 tra marinai e allievi.
Il capitano medico Guerriero Guerrieri si offrì per entrare nel sommergibile. Rischiando il soffocamento, recuperò il corpo del sottocapo torpediniere Bruno Uicich e accertò la mancanza di sopravvissuti; i portelli furono chiusi e l’F 14, agganciato dai pontoni, fu trainato a Pola e portato in bacino di carenaggio, il mattino dell'8 agosto.
Alle ore 10 furono recuperati i corpi dei quattro uomini annegati a poppa, poi, a partire dalle 10.30, avvenne l'estrazione delle altre vittime, la cui morte risultò essere stata causata – a una dozzina di ore dall'affondamento – dall'anidride carbonica e dal cloro presenti nell'aria.
Il 9 agosto 1928 ai corpi dei 27 morti furono tributate le esequie solenni, alla presenza di numerose autorità. I funerali furono molto seguiti dai giornali italiani dell'epoca, dato che il disastro aveva colpito notevolmente l'opinione pubblica.
Il relitto dell’F 14 fu demolito poco tempo dopo.